# Fatal Frames - Fotogrammi mortali
Fatal Frames - Fotogrammi mortali è un film italiano del 1997 diretto da Al Festa.

## Trama
Alex arriva a Roma per girare un videoclip musicale della cantante Stefania Stella. Qui verrà invischiato in efferati delitti che hanno come vittime le ragazze che girano attorno al videoclip. Ma soprattutto i delitti hanno delle precise analogie con alcune morti avvenute qualche anno prima a New York e che hanno visto tra le vittime proprio la giovane moglie di Alex.

## Curiosità
- Fu l'ultimo film di Ciccio Ingrassia, Rossano Brazzi, Geoffrey Copleston e Donald Pleasence (che però girò le sue scene nel 1993)[1].